# Star Wars: Históriák
A Star Wars: Históriák (eredeti cím: Star Wars: Tales) 2022-től vetített amerikai számítógépes animációs sci-fi sorozat, amit Dave Filoni alkotott.
A Jedihistóriák néven megnevezett sorozatot az Amerikai Egyesült Államokban és Magyarországon is a Disney+ mutatta be 2022. október 26-án. Majd 2024. május 4-én, Star Wars-napon jelent meg a Birodalmi históriák, amit az Alvilági históriák követett 2025-ben, ugyanazon a napon.

## Cselekmény
A Jedihistóriák sorozat Ahsoka Tano életének különböző pontjait mutatja be és a fiatal Dooku grófot útját követi, mielőtt az Erő sötét oldalára tért volna.
A Birodalmi históriák Morgan Elsbeth múltját, illetve Barriss Offee klónháborúk utáni sorsát meséli el.
Az Alvilági históriák Asajj Ventress "halála" utáni útját, illetve Cad Bane múltját mutatja be.

## Szereplők

### Főszereplők
| Szereplő         | Eredeti hang             | Magyar hang        | Leírás |
| ---------------- | ------------------------ | ------------------ | --- |
| Dooku gróf       | Corey Burton             | Epres Attila       | Jedi mester, akit fiatal korában Yoda tanított, később pedig Qui-Gon Jinn lett a tanítványa. Sokszor szembe ment a Jedi Nagytanács akaratával és rengetegszer nem értett egyet, még akkor sem, amikor a tagja lett. Több ízben megtapasztalta, hogy a Köztársaságban nagyon nagy a korrupció. Később kilépett a Jedi Rendből, hogy grófként segítse a Serenno bolygó lakosait, de Darth Sidious manipulálta érzéseit és áttérítette a sötét oldalra.                                                                                   |
| Cad Bane / Colby | Corey Burton             | Háda János         | A Duro bolygóról származik, mélyszegénységből tört fel, majd később a galaxis egyik leghírhedtebb fejvadásza lett, aki többek között a szeparatistáknak, illetve Darth Sidiousnak is dolgozott. |
| Cad Bane / Colby | A.J. LoCascio (fiatalon) | Kiss Márton        | A Duro bolygóról származik, mélyszegénységből tört fel, majd később a galaxis egyik leghírhedtebb fejvadásza lett, aki többek között a szeparatistáknak, illetve Darth Sidiousnak is dolgozott. |
| Ahsoka Tano      | Ashley Eckstein          | Molnár Ilona       | Togruta Jedi, aki Anakin Skywalker padawanja lett a klónháborúk idején. Miután a Köztársaság hamisan vádolta meg őt egy tömeggyilkosság elkövetésével és a Tanács nem őt támogatta, kilépett a rendből. A 66-os parancs kiadása után a Raada bolygón húzta meg magát, viszont egy Inkvizitor rátalált. |
| Morgan Elsbeth   | Diana Lee Inosanto       | Tarr Judit         | Éjnővér a Dathomir bolygóról. Miután Grievous tábornok vezetésével a droidhadsereg lemészárolta népét és az anyját, a Galaktikus Birodalom, azon belül is Thrawn főadmirális szolgálatába állt. |
| Morgan Elsbeth   | Cathy Ang (fiatalon)     | Kuna Kata          | Éjnővér a Dathomir bolygóról. Miután Grievous tábornok vezetésével a droidhadsereg lemészárolta népét és az anyját, a Galaktikus Birodalom, azon belül is Thrawn főadmirális szolgálatába állt. |
| Barriss Offee    | Meredith Salenger        | Bogdányi Titanilla | Korábban Luminara Unduli jedi padawanja volt, de elveszett a beléjük fektetett hite és elárulta barátját, Ahsokát. Ezért elkapták és börtönbe zárták, de a Köztársaság átalakult Birodalommá és beszervezték őt az inkvizítorok közé, akik túlélő jedikre vadásznak. |
| Asajj Ventress   | Nika Futterman           | Varga Klára        | Korábban Dooku gróf erőérzékeny bérgyilkosa volt, de mestere elárulta őt és gyilkosságot kísérelt meg ellene. Ezután fejvadász lett belőle és pár évvel később a Jeditanács felfogadta őt, hogy Quinlan Vos jedi mesterrel öljék meg Dookut. Útjuk során szerelmes lesz Quinlanbe és feláldozza saját magát, hogy megvédje őt. Quinlan és Obi-Wan visszaviszik őt szülőbolygójára, a Dathomirra és eltemetik az Élet Vizébe. Itt viszont választás elé kerül, hogy a halottak világában szeretne maradni, vagy visszatér az élők közé. |

### Mellékszereplők
| Szereplő                             | Eredeti hang                    | Magyar hang                     |                                 |
| Dooku grófhoz köthető személyek      | Dooku grófhoz köthető személyek | Dooku grófhoz köthető személyek | Dooku grófhoz köthető személyek |
| ------------------------------------ | ------------------------------- | ------------------------------- | ------------------------------- |
| Qui-Gon Jinn                         | Liam Neeson                     | Kovács István                   |                                 |
| Qui-Gon Jinn                         | Micheál Richardson (fiatalon)   | Ágoston Péter                   |                                 |
| Falu örege                           | Vanessa Marshall                | TBA                             |                                 |
| Dagonet Szenátor                     | Mark Rolston                    | TBA                             |                                 |
| Szenátor fia                         | Josh Keaton                     | Berecz Uwe                      |                                 |
| Mace Windu                           | Terrence C. Carson              | Kőszegi Ákos                    |                                 |
| Larkin szenátor                      | Theo Rossi                      | Gubányi György István           |                                 |
| Hanel                                | Andrew Kishino                  | Pál Tamás                       |                                 |
| Semage                               | Terrel Tilford                  | TBA                             |                                 |
| Ki-Adi-Mundi                         | Brian George                    | Csuha Lajos                     |                                 |
| Yaddle                               | Bryce Dallas Howard             | Sági Tímea                      |                                 |
| Sheev Palpatine / Darth Sidious      | Ian McDiarmid                   | Reviczky Gábor                  |                                 |
| Jocasta Nu                           | Flo Di Re                       | Bókai Mária                     |                                 |
| Ahsoka Tano-hoz köthető személyek    |                                 |                                 |                                 |
| Pav-ti                               | Janina Gavankar                 | Csuha Borbála                   |                                 |
| Gantika                              | Toks Olagundoye                 | Csere Ágnes                     |                                 |
| Nak-il                               | Sunil Malhotra                  | György-Rózsa Sándor             |                                 |
| Anakin Skywalker                     | Matt Lanter                     | Moser Károly                    |                                 |
| Rex százados                         | Dee Bradley Baker               | Bolla Róbert                    |                                 |
| Jesse                                | Dee Bradley Baker               | Rada Bálint                     |                                 |
| Obi-Wan Kenobi                       | James Arnold Taylor             | Anger Zsolt                     |                                 |
| Bail Organa                          | Phil LaMarr                     | Sörös Sándor                    |                                 |
| Tizenegyedik Fivér                   | Clancy Brown                    | Hám Bertalan                    |                                 |
| Lánytestvér                          | Dana Davis                      | TBA                             |                                 |
| Fiútestvér                           | Bryton James                    | TBA                             |                                 |
| Öregember                            | David Shaughnessy               | TBA                             |                                 |
| Morgan Elsbeth-hez köthető személyek |                                 |                                 |                                 |
| Grievous tábornok                    | Matthew Wood                    | Holl Nándor                     |                                 |
| Matron                               | Lydia Look                      | Réti Szilvia                    |                                 |
| Nali                                 | Daisy Lightfoot                 | Magyar Viktória                 |                                 |
| Selena                               | Diana Lee Inosanto              | Ligeti Kovács Judit             |                                 |
| Thrawn admirális                     | Lars Mikkelsen                  | Szatmári Attila                 |                                 |
| Gilad Pellaeon                       | Xander Berkeley                 | Rosta Sándor                    |                                 |
| Isdain moff                          | Tom Konkle                      | Tarján Péter                    |                                 |
| Rukh                                 | Warwick Davis                   | TBA                             |                                 |
| Wing                                 | Wing T. Chao                    | Botár Endre                     |                                 |
| Bo-Katan Kryze                       | Katee Sackhoff                  | Mórocz Adrienn                  |                                 |
| Nadura                               | Shelby Young                    | Urbán-Szabó Fanni               |                                 |
| Barriss Offee-hez köthető személyek  |                                 |                                 |                                 |
| Lyn Rakish / Negyedik Nővér          | Rya Kihlstedt                   | Kiss Eszter                     |                                 |
| Ahmar                                | Zeno Robinson                   | Juhai Bence                     |                                 |
| Klónkatona                           | Dee Bradley Baker               | Varga Rókus                     |                                 |
| Dante                                | Nicolas Cantu                   | Rékasi Szabolcs                 |                                 |
| A Főinkvizítor                       | Jason Isaacs                    | Kálid Artúr                     |                                 |
| Asajj Ventress-hez köthető személyek |                                 |                                 |                                 |
| Lyco Strata                          | Lane Factor                     | Pálinkás Márton                 |                                 |
| Quinlen Vos                          | Al Rodrigo                      | Makranczi Zalán                 |                                 |
| Latts Razzi                          | Clare Grant                     | Kelemen Kata                    |                                 |
| C-21 Highsinger                      | David Acord                     | Eredeti hang                    |                                 |
| Nagypapa                             | Tony Amendola                   | Imre István                     |                                 |
| Unoka                                | Ellie Araiza                    | Schmidt Regina                  |                                 |
| Talzin anya                          | Barbara Goodson                 | Halász Aranka                   |                                 |
| Cort                                 | Tudi Roche                      | Réti Szilvia                    |                                 |
| Inkvizítor                           | Daniel Ross                     | Hám Bertalan                    |                                 |
| Rohamosztagos                        | Steve Blum                      | TBA                             |                                 |
| Cad Bane-hez köthető személyek       |                                 |                                 |                                 |
| Niro                                 | Artt Butler                     | Bozsó Péter                     |                                 |
| Niro                                 | Eric Lopez (fiatalon)           | Rostás Ábel                     |                                 |
| Arin                                 | Dawn Lyen-Gardner               | Sipos Eszter Anna               |                                 |
| Lazlo                                | Philip Anthony-Rodriguez        | Maday Gábor                     |                                 |
| Isaac                                | Idris Keith                     | Plesznivy Álmos                 |                                 |
| Polgármester                         | Gwendoline Yeo                  | Bittner Anett                   |                                 |
| Gengszter                            | Jason Hightower                 | Papucsek Vilmos                 |                                 |
| Városi tanácstag                     | Jason Hightower                 | Dézsy Szabó Gábor               |                                 |
| Városi tanácstag                     | Helen Sadler                    | Fábián Nikolett                 |                                 |
| Bilk                                 | David W. Collins                | Németh Krisztián                |                                 |
| Anya                                 | Vanessa Marshall                | Nagy Edit                       |                                 |
| Riporter                             | Vanessa Marshall                | Bálint Adrienn                  |                                 |
| Marshal helyettes                    | Oscar Camacho                   | Szántó Balázs                   |                                 |
| Eladó                                | A.J. LoCascio                   | Szrna Krisztián                 |                                 |

### Magyar változat
- Magyar szöveg: Imri László
- Hangmérnök és vágó: Bogdán Gergő
- Gyártásvezető: Rába Ildikó, Bogdán Anikó
- Szinkronrendező: Dobay Brigitta
- Produkciós vezető: Máhr Rita

A szinkront a Disney Character Voices International megbízásából az SDI Media Hungary készítette.

## Epizódok
| Évad | Évad | Epizódok | Eredeti sugárzás   | Eredeti sugárzás   | Magyar sugárzás    | Magyar sugárzás    |
| Évad | Évad | Epizódok | Évadpremier        | Évadfinálé         | Évadpremier        | Évadfinálé         |
| ---- | ---- | -------- | ------------------ | ------------------ | ------------------ | ------------------ |
|      | 1.   | 6        | 2022. november 26. | 2022. november 26. | 2022. november 26. | 2022. november 26. |
|      | 2.   | 6        | 2024. május 4.     | 2024. május 4.     | 2024. május 4.     | 2024. május 4.     |
|      | 3.   | 6        | 2025. május 4.     | 2025. május 4.     | 2025. május 4.     | 2025. május 4.     |

### Jedihistóriák
| Sor. | Év. | Cím                                                | Rendező              | Író                           | Premier                             |
| --- | --- | -------------------------------------------------- | -------------------- | ----------------------------- | ----------------------------------- |
| 1. | 1.  | Élet és Halál (Life and Death)                     | Nathaniel Villanueva | Dave Filoni                   | 2022. október 26. 2022. október 26. |
| Egy évvel a születése után, a csecsemő Ahsoka Tano-t egy közös vadászatra viszi el anyja, Pav-Ti. Azonban felbukkan egy kardfogú tigrisszerű lény, amely elrabolja Ahsokát. Miután Ahsoka megszelidíti az állatot és vele együtt visszatér a falujába, egy ottani idős hölgy rájön, hogy ő egy Jedi. |     |                                                    |                      |                               |                                     |
| 2. | 2.  | Igazság (Justice)                                  | Saul Ruiz            | Dave Filoni                   | 2022. október 26. 2022. október 26. |
| Dooku Jedi mester és Padawan-ja, Qui-Gon Jinn egy ismeretlen bolygóra utaznak, hogy megmentsék a helyi szenátor fiát, akit túszul ejtettek. Azonban kiderül, hogy a szenátor teljesen elhanyagolja a népét és emiatt rabolták el a fiút. Amikor a szenátor támadásra készül a lakosok ellen, Dooku-t magával ragadja a sötét oldal és megpróbálja megölni a férfit, de Qui-Gon még időben megakadályozza mesterét. |     |                                                    |                      |                               |                                     |
| 3. | 3.  | Döntések (Choices)                                 | Charles Murray       | Charles Murray és Élan Murray | 2022. október 26. 2022. október 26. |
| Dooku és Mace Windu Jedi mester a Raxus Secundus-on nyomoznak egy Katri nevű Jedi gyilkosságának ügyében. Rájönnek, hogy a helyi szenátor testőrsége végzett Katri-val, hogy meggyőzzék korrupt vezetőjüket, hogy őket is vonja be az ügyeibe. Miután a helyzet rendeződött, Windu-t nevezik ki a Jedi Tanács élére, mivel Dooku agresszív módszereit nem nézik jó szemmel.                                        |     |                                                    |                      |                               |                                     |
| 4. | 4.  | Sith-lovag (The Sith Lord)                         | Saul Ruiz            | Dave Filoni                   | 2022. október 26. 2022. október 26. |
| Miután Qui-Gon beszámol a Jedi Tanácsnak a Darth Maul elleni párbajáról a Tatooine-on, Dooku figyelmezteti, hogy a Tanács nem fogja sokáig komolyan venni őt. Qui-Gon halálát követően Yaddle Jedi mester megtudja, hogy Dooku titokban összejátszik egy másik Sith nagyúrral, Darth Sidious-szal. Dooku megöli egykori barátját, hogy nem derüljön ki a titka és Sidious új tanítványává válik.                   |     |                                                    |                      |                               |                                     |
| 5. | 5.  | Gyakorlat teszi a mestert (Practice Makes Perfect) | Saul Ruiz            | Dave Filoni                   | 2022. október 26. 2022. október 26. |
| Anakin Skywalker nem igazán van megelégedve a jelenlegi Jedi harci szimulációkkal, ezért egy újfajta kiképzésnek veti el Padawanját, Ahsoka Tano-t Rex százados és az 501-es légió segítségével. Több éves gyakorlás után, Ahsoka ennek a módszernek köszönhetően éli túl a 66-os parancsot. |     |                                                    |                      |                               |                                     |
| 6. | 6.  | Elhatározás (Resolve)                              | Saul Ruiz            | Dave Filoni                   | 2022. október 26. 2022. október 26. |
| Padmé Amidala halála és a Köztársaság bukása után Ahsoka számüzetésbe vonul és felcsap farmernek. Miután az Erő segítségével megment egy másik farmert, az utóbbi testvére kiszúrja őt és értesíti a Birodalmat. Azonban az ottani falut elpusztítja egy inkvizítor. Ahsoka később megöli az inkvizítort és csatlakozik a Bail Organa vezette lázadáshoz.                                                          |     |                                                    |                      |                               |                                     |

### Birodalmi históriák
| Sor. | Év. | Cím                                | Rendező              | Író                                             | Premier                       |
| ---- | --- | ---------------------------------- | -------------------- | ----------------------------------------------- | ----------------------------- |
| 7.   | 1.  | A félelem útja (The Path of Fear)  | Nathaniel Villanueva | Történet: Dave Filoni Író: Amanda Rose Muñoz    | 2024. május 4. 2024. május 4. |
| 8.   | 2.  | A düh útja (The Path of Anger)     | Steward Lee          | Történet: Dave Filoni Író: Amanda Rose Muñoz    | 2024. május 4. 2024. május 4. |
| 9.   | 3.  | A gyűlölet útja (The Path of Hate) | Nathaniel Villanueva | Történet: Dave Filoni Író: Amanda Rose Muñoz    | 2024. május 4. 2024. május 4. |
| 10.  | 4.  | Hűség (Devoted)                    | Saul Ruiz            | Történet: Dave Filoni Író: Nicolas Anasatassiou | 2024. május 4. 2024. május 4. |
| 11.  | 5.  | Felismerés (Realization)           | Steward Lee          | Történet: Dave Filoni Író: Matt Michnovetz      | 2024. május 4. 2024. május 4. |
| 12.  | 6.  | Kiút (The Way Out)                 | Nathaniel Villanueva | Történet: Dave Filoni Író: Matt Michnovetz      | 2024. május 4. 2024. május 4. |

### Alvilági históriák
| Sor. | Év. | Cím                                              | Rendező              | Író                                        | Premier                       |
| ---- | --- | ------------------------------------------------ | -------------------- | ------------------------------------------ | ----------------------------- |
| 13.  | 1.  | Az út előre (A Way Forward)                      | Saul Ruiz            | Történet: Dave Filoni Író: Matt Michnovetz | 2025. május 4. 2025. május 4. |
| 14.  | 2.  | Barátok (Friends)                                | Steward Lee          | Történet: Dave Filoni Író: Matt Michnovetz | 2025. május 4. 2025. május 4. |
| 15.  | 3.  | Egyik harcos a másiknak (One Warrior to Another) | Nathaniel Villanueva | Történet: Dave Filoni Író: Matt Michnovetz | 2025. május 4. 2025. május 4. |
| 16.  | 4.  | Jó élet (The Good Life)                          | Saul Ruiz            | Történet: Dave Filoni Író: Matt Michnovetz | 2025. május 4. 2025. május 4. |
| 17.  | 5.  | Jó fordulat (A Good Turn)                        | Steward Lee          | Történet: Dave Filoni Író: Matt Michnovetz | 2025. május 4. 2025. május 4. |
| 18.  | 6.  | Jótett (One Good Deed)                           | Nathaniel Villanueva | Történet: Dave Filoni Író: Matt Michnovetz | 2025. május 4. 2025. május 4. |

## Díjak és elismerések
| Díj                            | Év   | Kategória                        | Díjazott | Eredmény | Forr. |
| ------------------------------ | ---- | -------------------------------- | --- | -------- | ----- |
| Golden Reel-díj                | 2023 | Legjobb hangvágás (animáció)     | David W. Collins, Matthew Wood, Kevin Bolen, Michael Brinkman, Frank Rinella, Margie O'Malley, Andrea Gard és Sean England (a "Sith-lovag" c. epizódért) | Jelölve  | [ 5 ] |
| Producers Guild of America-díj | 2023 | Legjobb rövid műsoridejű program | Jedihistóriák | Jelölve  | [ 6 ] |

## További információ
- Star Wars: Históriák a Disney+-on
- Hivatalos oldal
- Star Wars: Históriák az Internet Movie Database-ben (angolul)
- Star Wars: Históriák a Rotten Tomatoeson (angolul)
- Star Wars: Históriák a Box Office Mojón (angolul)